# Histeria
L'Histeria è stata una discoteca nata a Roma nel 1983 in Via Ruggero Giovannelli, adiacente a villa Borghese (lato via Pinciana).

## Storia
La proprietaria era Beatrice Iannozzi, titolare anche del Jackie O', dell'Easy Going e del Notorius. Il locale, tra i più importanti degli anni '80 a Roma, fu inaugurato il 5 ottobre del 1983 con in consolle il dj Marco Trani affiancato dal dj Corrado Rizza, in qualità di secondo e tecnico delle luci. Le luci dell'Histeria, ideate da Carlo Marcuccilli, erano dietro un soffitto rivestito in vetro cemento e creavano un effetto unico per l'epoca. Anche le pareti erano dello stesso materiale e, vista da fuori, la discoteca sembrava una scatola illuminata. 
L'architetto Gepy Mariani aveva curato l'allestimento architettonico del locale, con decorazioni, fregi e aquile che ricordavano l'antica Roma.
Il pavimento era rivestito con il classico Sampietrino delle strade di Roma e il locale sembrava una piazzetta romana.
Nel 1986, quando Marco Trani si trasferì a Cortina e poi Riccione, il locale passò nelle mani di Corrado Rizza con Micky Capo alle luci. Quest'ultimo rimase poi da solo dopo 2 anni. Il locale ospitò altri dj alla fine degli anni 80, come Andrea Prezioso, Massimiliano Cifelli in arte DJ Cifix ed altri per poi chiudere definitivamente nei primi anni '90. 
All'Histeria il dj Claudio Coccoluto ha iniziato la sua carriera romana affiancando per qualche mese Marco Trani nel 1986.
All'Histeria Lorenzo Cherubini in arte Jovanotti ha fatto i suoi primi rap salendo varie volte in consolle, insieme anche al rapper Dr. Feelx quando finiva di lavorare al Veleno, il locale dove faceva il dj a quel tempo.
Tra i personaggi passati all'Histeria: i Duran Duran, i Frankie Goes To Hollywood, gli Spandau Ballet, Paolo Villaggio, Terence Trent D'Arby, Laura Antonelli, Serena Grandi, Corinne Cléry, Gianni De Michelis, Fiorello, Marina Ripa di Meana, Arnold Schwarzenegger, Jack Nicholson, i Simply Red, Renato Zero, Diego Armando Maradona, Adriano Panatta, Moana Pozzi, Roberto D'Agostino e tantissimi altri. Nel docufilm Strani Ritmi del 2014 dedicato al dj Marco Trani, scomparso nel 2013, si racconta dell'Histeria di Roma.

## Filmografia
- "Strani Ritmi - La storia del dj Marco Trani" (2014)